# Historia general de las Indias

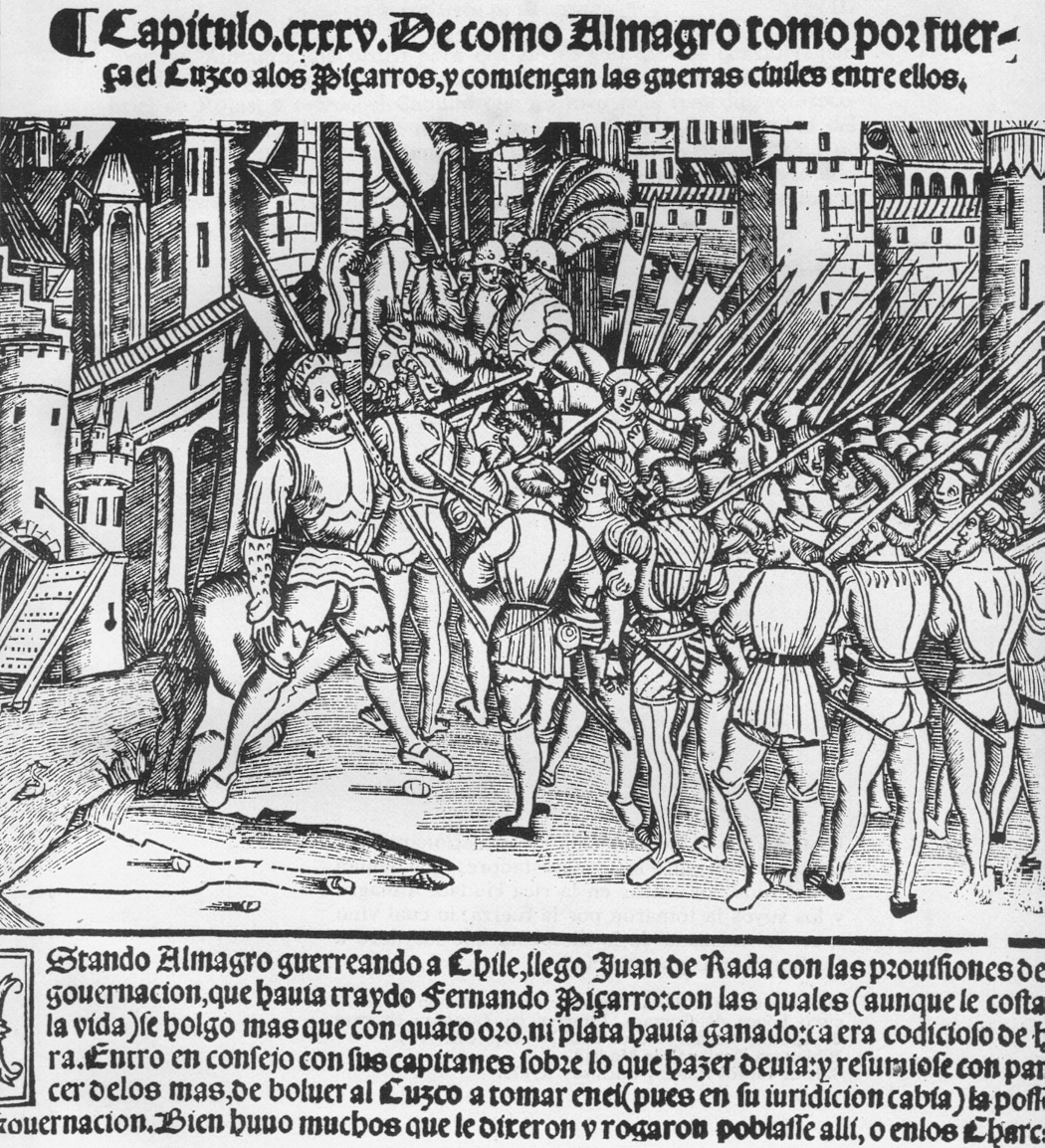
Gravado do livro "Historia General de las Indias" (1554) "Almagro en el Cuzco".

Historia General de las Indias  ("História geral das Índias") é uma obra de Francisco López de Gómara que relata os fatos acontecidos durante a conquista do México pelos espanhóis.
A sua primeira impressão foi realizada em dezembro de 1552, na oficina de Agustín Millán em Saragoça, com o nome completo de "Primera y segunda parte de la Historia General de las Indias con todo el descubrimiento y cosas notables que han acaecido dende que se ganaron hasta el año de 1551. Con la conquista de México de la Nueva España".
A obra foi melhorada e editada com diferentes títulos. Embora a coroa espanhola proibisse a sua impressão em 1556, foi impressa em outros idiomas até 1605.

## As seguintes edições
Em 1553 foi realizada uma nova reedição na mesma oficina, com o mesmo título original.
Em 1553 a obra foi intitulada "Hispania Victrix, primera y segunda parte de la Historia General de las Indias con todo el descubrimiento y cosas notables que han acaecido dende que se ganaron hasta el año de 1551. Con la conquista de México de la Nueva España", impressa em Medina del Campo, em casa de Guillermo de Millis.
Nesta impressão, a obra tem uma carta introdutória dedicada ao "imperador de romanos e rei da Espanha Carlos V, senhor das Índias e do Novo Mundo":
| “ | Muito soberano senhor: A maior coisa depois da criação do mundo, sacando a encarnação e morte do que o criou, é o descobrimento de Índias; e assim, as chamam Mundo Novo. E não tanto lhe dizem novo por ser novamente achado, quanto por ser grandíssimo, e quase tão grande quanto o velho, que contém a Europa, a África e Ásia. Também pode ser chamado novo por ser todas as suas coisas diferentíssimas das do nosso. Os animais em geral, embora sejam poucos em espécie, são de outra maneira; os peixes da água, as aves do ares, as árvores, frutas, ervas, e gado da terra que não é pequena.... | ” |

Em 1554 o autor acrescentou dados, pelo qual foi referida com o nome de "La historia General de las Indias y Nuevo Mundo, con más de la conquista del Perú y de México", impressa em Saragoça na casa Pedro Bernuz.
Na segunda parte, o autor realizou uma dedicatória ao "muito ilustre senhor Dom Martín Cortés, marquês do Vale":
| “ | A nenhum devo intitular, muito ilustre Senhor, a Conquista do México, mas à vossa senhoria, que é filho do qual o conquistou, para que, bem como herdou o morgado, herde também a história. No que um consiste a riqueza, e em outro a fama; de maneira a que andarão junto honra e proveito… | ” |

O livro foi um sucesso, sendo traduzido para o italiano, francês e inglês, impresso em Roma, Veneza, Paris e Londres; as suas reedições fora da Espanha foram realizadas de 1556 a 1605.
Na Espanha, foi proibida a impressão do livro por Real Cédula em 1556, até mesmo se estendeu a ordem de recolher os livros já impressos.

## As fontes
O autor, nunca viajou para o continente Americano, mas tomou nota de todas as notícias que chegaram à Europa, ajudando-se com a escassa cartografia dos territórios conquistados. As suas fontes foram manuscritos e escritos de frei Toribio de Benavente "Motolinia", Gonzalo Fernández de Oviedo y Valdés, Pedro de Alvarado, Andrés de Tapia e as entrevistas que teve com Hernán Cortés.

## As opiniões dos historiadores contemporâneos a López de Gómara
O escritor peruano conhecido como o "Inca Garcilaso de la Vega", utilizou o livro de Gómara como apoio para a redação dos seus "Comentarios Reales de los Incas" (existe um exemplar da obra de López de Gómara com anotações à margem do Inca Garcilaso). Francisco Cervantes de Salazar, copiou muito do livro de Gómara para realizar a "Crónica de la Nueva España".
Por outro lado, Bernal Díaz del Castillo, quem fora soldado nas expedições e na conquista, criticou-o violentamente na sua "Historia verdadera de la conquista de la Nueva España", em particular pelo fato de não ter pisado o continente Americano, e por gabar Hernán Cortés, sem dar mérito aos demais envolvidos; no entanto, tomou como referência a cronologia do livro de Gómara para a redação da sua obra.
Frei Bartolomé de las Casas, detestou o livro pela "glorificação" de Hernán Cortés; las Casas tinha uma opinião contrária para Cortés. A coroa espanhola também esteve em desacordo da exagerada glorificação de Hernán Cortés.

## Proibição do livro
Por Real Cédula foi proibida a impressão do livro, sendo reafirmada por Filipe II da Espanha e teve efeito durante muitos anos. Nunca foi explicada a razão oficial da proibição, mas esta pôde ser pela excessiva louvor a Hernán Cortés, pelas críticas dirigidas aos Reis Católicos, ou bem pela forma de se referir a Francisco dos Cobos,  secretário de Carlos V. O autor teve o consolo de a sua obra ser impressa em outros idiomas.
| “ | O Príncipe. Corregedores, assistente, governadores, prefeitos e outros juízes e justícias quaisquer de todas as cidades, vila e lugares destes reinos e senhorios, e a cada um e qualquer um de vos a quem esta a minha cédula for mostrada ou o seu treslado signado de escrivã público. Sabei que Francisco López de Gómara, clérigo, fez um livro intitulado História das Índias e Conquista do México, o qual se imprimiu; e porque não convém que o tal livro se venda, nem leia, nem se imprimam mais livros dele, senão os que estão impressos se recolham e tragam para o Conselho Real das Índias de Sua Majestade..... | ” |

## Impressões posteriores

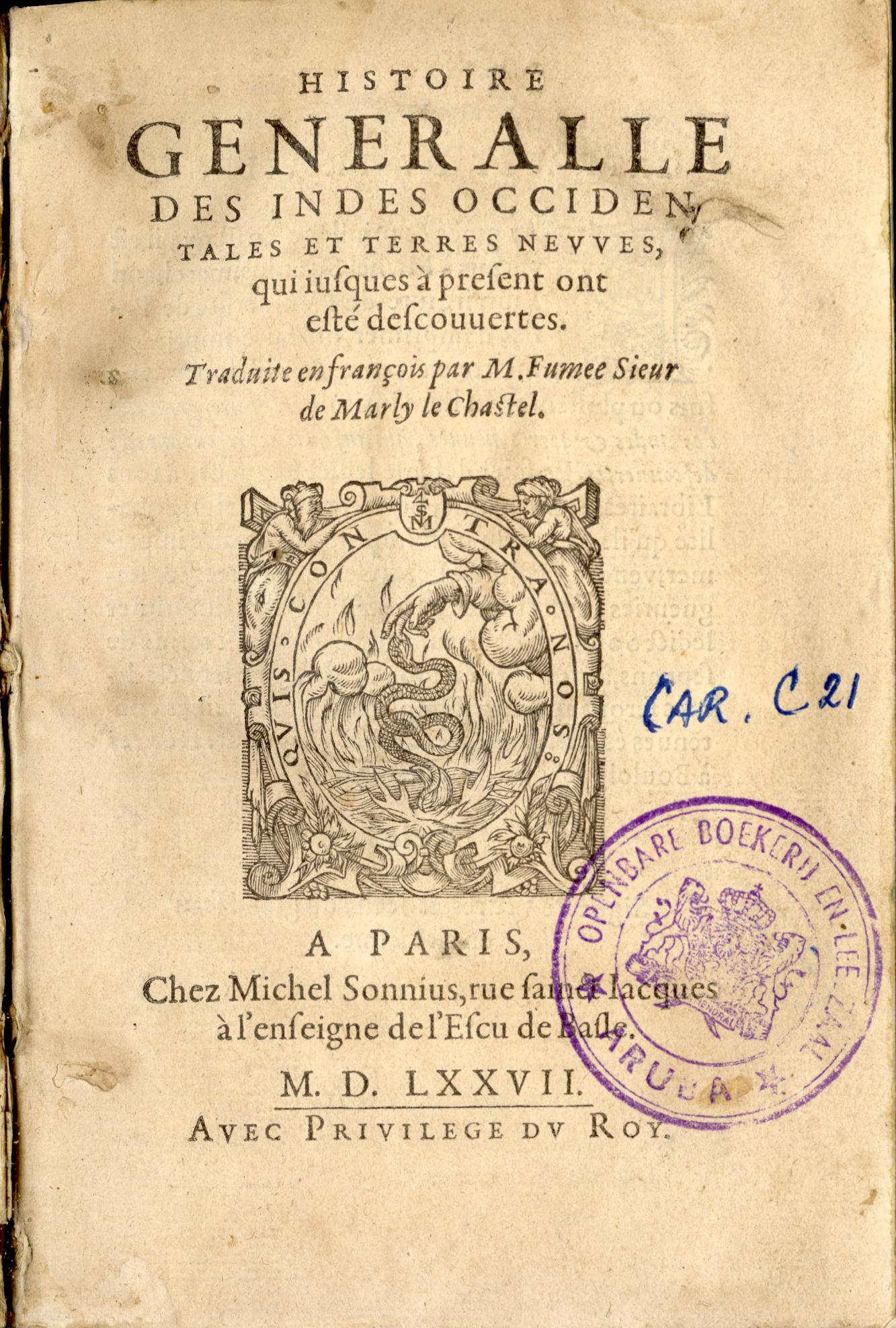
A Imagem acima mostra, um documento antigo da Historia geral das Índias Ocidentais

Em 1749 a obra de Gómara foi impressa novamente, numa edição de Andrés González de Barcia, intitulada "Historiadores primitivos de las Indias Ocidentales, Vol II" impressa em Madrid. Esta constitui a 3ª edição.
Em 1826 foi publicado sob o nome de "Historia de las conquistas de Hernando Cortés", traduzida para o mexicano e aprovada por verdadeira por D. Juan Bautista de Santo Antón Muñón Chimalpan Quauhtlehuanitzin, índio mexicano, a edição foi realizada na imprensa testamentar de Ontiveros no México.
Em 1852 e 1854 foi impressa parte da obra com o nome de "História da Conquista do Peru" nas Glorias Nacionales, Barcelona.
Em 1943 sob o nome de "Historia de las Indias y Conquista de México", na editorial Pedro Robredo, em dois volumes, México.
Em 1954 sob o nome de "Historia General de las Indias (Hispania Victrix)", cuja segunda parte corresponde à conquista do México na editorial Iberia, Barcelona.
Em 1988 sob o nome de "Historia de la conquista de México", na editorial Porrua, coleção "Sepan cuantos..",  México.